# Лоринские источники
Лоринские источники, также Кукуньские источники и Лоринские Ключи, — термоминеральные источники на Чукотском полуострове.
Расположены на побережье Мечигменской губы, в 13 км от села Лорино. Относятся к территории Чукотского района Чукотского автономного округа России.

## Гидрогеологическая характеристика
Находятся близ южной оконечности хребта Тенканый, в горной долине реки Кукунь на высоте 65 м над уровнем моря. Горячие ключи расположены у восточного борта широкой (200 м) долины с крутыми бортами, сложенными гранит-порфирами и сланцами на расстоянии 150 м от русла реки.

### Разгрузка
Лоринские Ключи отличаются уникальной концентрацией разгрузки — все выходы гидротерм сосредоточены на площади менее 500 м². При этом источники в естественном виде не сохранились. Самый мощный выход вод заключён в капитальный бетонный колодец размером 6 на 7 м, откуда небольшая часть воды по трубам отбирается для хозяйственных нужд. Зеркало воды поднято на четыре метра над поймой, вода с температурой 58 °C кипит от пузырей газа и, переливаясь через верх колодца, образует мощный тёплый ручей длиной 300 м, сбоку в который вливается холодный ручей, текущий от небольшого заболоченного озерка и снежника. Другое место естественного выхода горячей воды находится на дне тёплого озера с температурой воды +42 °C. Часть горячей воды просачивается в рыхлый грунт долины и согревает почву на довольно большой площади. Территория термального урочища отличается от окружающей тундры полным отсутствием мерзлоты, отсутствием или неустойчивостью снежного покрова зимой на части территории, значительным постоянным увлажнением грунта, засолением воды и грунта, туманами и холодными сезонами при понижении температуры летом, повышенной температурой воздуха круглый год, скоплением большого количества снега по границе урочища.

### Урочище
Термальное урочище подразделяется на 4 зоны: внепойменную (расположенную выше выхода ключей), приключевую (зона грифонов), пойменную (обширную с руслами и островами) и переходную (окаймляющую урочище по периферии). Урочище отгорожено от остальной части долины выше и ниже ключей естественными валами — мореной и выходами коренных пород. В верхней части урочища располагаются приподнятые, сухие, незасоленные местообитания с теплым воздухом и грунтом, обогреваемым только испарениями.

### Количественная характеристика и химсостав
Суммарный дебит источников составляет 47,5 л/с, вынос тепла 3900 Ккал/с (16 Мвт), базовая температура (глубинные температуры формирования гидротерм) 120—170 °C.
Воды источников по гидрохимическому типу азотные кремнистые, среднеминерализованные, хлоридные, нейтральные, очень слабо радиоактивные.
Химический состав вод (мг/л): рН 6,98; Na 1330, K 83, Ca 321, Mg 2, Li 3,56.

## Флора
Флора самих источников насчитывает 93 вида сосудистых растения, окрестностей — 272 вида.
Здесь отмечен редкий мох Nardia japonica, занесённый в Красную книгу России.
Экосистема Лоринских ключей подверглась негативному воздействию человека. Нарушение растительного покрова вследствие бурения скважин, прокладки дорог, строительства сооружений, а также массовые посещения ключей для купания и сбора ягод и грибов привели к исчезновению ряда реликтовых термогалофильных элементов из флоры источников и заносу некоторых видов культурных растений и сорняков. Из 30 видов, встреченных только на территории ключей, 19 являются местными термофилами, 5 — сорными заносными и 6 — культурными растениями (в том числе одичавшие пшеница, овёс).
В постсоветское время увеличилось неконтролируемое посещение ключей отдыхающими, вытаптываются растения, происходит замусоривание прилегающей территории. Отмечены случаи вывоза плодородной почвы. Уничтожена большая часть переходной зоны, где сосредотачивались реликтовые бореальные виды и их сообщества, не выносящие засоления и переувлажнения.

## Хозяйственное использование
Впервые Лоринские источники были описаны в 1930-х годах экспедициями Главсевморпути.
С 1965 года Лоринские источники стали активно осваиваться. Здесь был построен пионерлагерь, гостиница, два бассейна, теплицы, где выращивались огурцы, помидоры, зелень и цветы. После хозяйственного упадка 1990-х гг. гидротермы получили новое развитие. В 2001 году было пробурено несколько новых скважин, имеются планы по использованию геотермальных вод для организации системы центрального отопления села Лорино. В 2018 году были проведены работы по благоустройству территории, прилегающей к источникам.

## Особенности
Имеются мнения что воды Лоринских горячих источников обладают целебными свойствами. Их состав близок к водам таких курортов, как Кармадон, Арзни, Друскининкай.